# 水素燃料

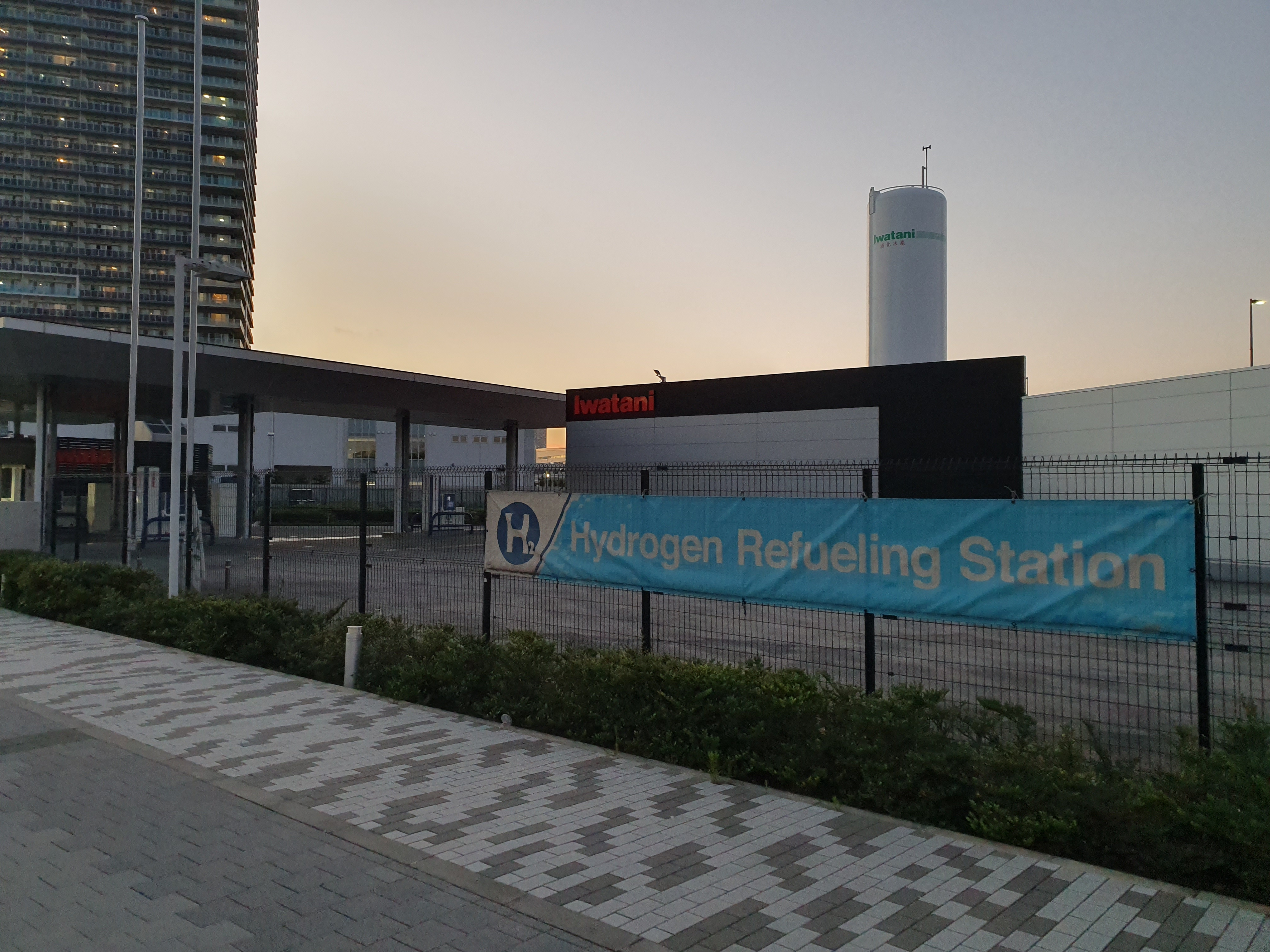
水素ステーション

水素燃料 (すいそねんりょう)とは、燃料として用いる場合の水素を指す。下記の二種類を指す。
- 水素分子を酸化・燃焼させる化学反応エネルギーを用いる燃料（酸素もしくは他の分子との化学反応）。本稿では主にこちらを説明する。
  - この場合の水素燃料はエネルギー源ではなく、他の燃料・エネルギー源を消費して生産される。
- 水素原子の核融合エネルギーを用いる燃料。

## 水素の生産
水素燃料（水素分子）は、他の燃料・エネルギー源を消費して生産可能である。各種の生産方法が考えられる。
- 化石燃料（石油、天然ガス、石炭）から生産可能で（水蒸気改質）、現状は安価に大量生産されている。石炭からは石炭ガス化を経由する。化石燃料を用いるので二酸化炭素が発生する。

- 化石燃料・原子力等のエネルギー源から安価で大量の電力が得られるならば、水の電気分解により生産可能である。なおもしも再生可能エネルギー電力（風力発電など）を用いるならば、水素生産段階での二酸化炭素の発生を無くすことができる。

- 原子力を用い熱化学水素製造法（高温ガス炉）により、同じく、水から生産可能である

## 水素エネルギー社会
水素分子を酸化・燃焼させる場合の水素燃料はエネルギー源ではないが、日本では新エネルギーの一つとされ、水素エネルギーとも呼ばれている（水素エネルギー社会 ）。
水素エネルギー社会で用いられる水素の例としてグリーン水素（英: Green hydrogen）がある。。グリーン水素は、水を電気分解した際に、生成される水素のことである。使い道として、グリーン水素と二酸化炭素を合成することによって生成される合成液体燃料がある。この合成液体燃料は、ディーゼル燃料やガソリン燃料に約20%混ぜることが最も効果的とされ、また、LCAの二酸化炭素排出量の大半を占める、走行中に排出する二酸化炭素量を実質0にすることが可能であるとされている。この合成液体燃料の利点として、現在用いられているガソリンを利用できること、合成液体燃料の生成工場を設立することによって雇用を生み出せることがある。

### 市場展開予測
日本の新エネルギー・産業技術総合開発機構は、2014年7月30日に「水素エネルギー白書」を発表。2030年までに日本国内で1兆円規模、2050年には8兆円規模の市場展開を予測している。

### 問題点
天然には産出しないので、他のエネルギー源から生産される。例えば、化石燃料から改質するか電力で水を電気分解するかあるいは光触媒や高温ガス炉で水を分解して作られる。そのため、他のエネルギー源資源に依存し、その価格が上昇すると必然的に水素の値段も上がる。
また、水素の貯蔵、運搬、取り扱いには従来の化石燃料よりもインフラの整備などに費用がかかり、注意を要する。一例として水素が金属の内部に浸透することにより脆くなる水素脆化の問題がある。また沸点が低く、低温で貯蔵する場合断熱された容器が必要で気体の状態で保存する場合は高圧タンクが必要である。
化石燃料をエネルギー源として利用する場合には製造工程において二酸化炭素が発生する。
燃料として使用する場合、内燃機関で使用する場合の熱量あたりの費用は、従来の化石燃料の方が安い。これは、水素の製造に化石燃料が原料やエネルギー源として使われるので、元の化石燃料よりも必然的に費用は高くなるからである。また、燃料電池から電気を使用する場合でも、発電費用は化石燃料からの発電費用の方が安い。したがって現状では水素燃料の使用はかえってエネルギーの浪費につながるという指摘もある。
一方で核融合燃料とした場合、そのエネルギー密度は化石燃料の化学エネルギーに対して数百万倍にも達する（1gの水素が化石燃料十数トンに匹敵するエネルギーを産出する）。この場合はもはや比較にはならず、地球の水資源状態を考えると資源量を気にする事も無意味となる程の効率となる。
ただし、再生可能エネルギー（風力や太陽光発電）から余剰エネルギーが発生するならば、それから水素を製造することは、エネルギー利用の効率化へとつながる。
グリーン水素も一般的な水素と同様に生成コストが高く、また、生成効率が低いとされている。

### 水素エネルギーに関する意見
エネルギーとして質量あたりの密度は、ガソリンの3倍、石油や液化天然ガス (LNG) と比べても非常に大きい
質量あたりのエネルギー密度は確かに大きいが、その状態で保管する事は困難で極低温に保つか高圧タンクに貯蔵する必要があり、それらの体積、重量、低温化、高圧化に要するエネルギーを考慮すると経済的とはいえないという意見がある。
しかし、燃料電池はエネルギー効率がガソリン車に比べて高く、エネルギー密度が高いため、ガソリン車よりも経済的とする意見もある。
燃料等としての水素を常温常圧で運搬や貯蔵をする手段としては，現在、触媒を用いてトルエンと水素の化学反応を起こしてメチルシクロヘキサン（MCH）に転換し，再び触媒による化学反応で元のトルエンと水素に分解して水素を利用する（トルエンは回収する）方法が提案されている。
水素は燃焼しても地球温暖化の原因となる二酸化炭素をまったく排出しない、究極のクリーンエネルギーである
水素単体を燃焼させた場合には二酸化炭素を排出しないが、風力発電や水力発電等で水を電気分解したり、超高温原子炉のような二酸化炭素を排出しない高温熱源による熱化学水素製造を行わない限りは、製造工程で化石燃料を消費するので二酸化炭素が発生する。また、水素の運搬、保存には低温化、高圧化等に他のエネルギーを消費するという意見がある。酸化剤として純酸素を用いるロケットエンジン以外は窒素と酸素の混合物である空気を用いて燃焼させる以上、窒素酸化物の排出は避けられない。
しかし、この意見への反対意見として、排気に含まれる硫黄酸化物等の環境負荷物質（上記窒素酸化物を除く）を一切出さないこと。特に、火力発電以外、特に原子力発電、風力発電、水力発電などで補った分のエネルギーだけ、二酸化炭素や環境負荷物質が少なくなることがあげられる。また、送電や変圧時のロスを考えると、電気自動車などとコストは変わらないという意見も存在する。

## 水素を使った発電
水素を使った発電方法は主に 4 つある。⑴水素や水素とその他の燃料を燃やした燃焼ガスでタービンを回すガスタービン発電 ⑵水素や水素とその他の燃料を燃焼もしくは核融合させ、発生した蒸気でタービンを回す汽力発電 ⑶水素と酸素の化学反応から電気を発生させる燃料電池発電、⑷核融合反応により発生した荷電粒子の直接変換（MHD発電など） がある。再生可能エネルギーから作った水素を使うことにより石油や天然ガスなどの化石燃料を使った発電方法と比べ、CO2 の排出量がとても少なく、燃料を海外から輸入する必要がなくなる。よって、燃料が足りなくなることがほとんどなくなり、安定的に発電することができる。さらに、再生可能エネルギーの弱点である天候によって発電量が変わる点などを補うことができる。しかし、現在(2021 年 3 月) 化石燃料を使い水素を作る方が再生可能エネルギーから水素を作るより安価であるため化石燃料から作っている点、化石燃料を使う発電方法と比べ発熱量が低い点、燃焼速度が速い点や水素の運搬や管理に多くの費用がかかる点など多くの課題がある。

## 反応

### 化学反応
液体水素（水素分子）を酸素と化学反応させて得られるエネルギーを用いる場合の液体水素のこと。
反応させる酸素は、液体燃料式ロケットエンジンの場合は液体であるが、燃料電池の場合は普通は空気中の酸素を使う。
詳しくは液体水素を参照のこと。

### 核融合反応
核融合反応のための燃料として水素同位体である重水素や三重水素(トリチウム)を用いるもの。核燃料の一種である。トカマク型核融合炉では三重水素を内部で作り出すため、外部から供給が必要なのは重水素とリチウムである。慣性閉じ込め型融合炉では今のところ重水素と三重水素を使う予定であるが、リチウムの可能性もある。いずれも開発段階の技術であるので、実際の燃料としての使用はごく微量である。
詳しい説明は核融合反応、核融合炉、核融合エネルギーを参照のこと。